# Halladamadahalli, Gundlupet
Halladamadahalli là một làng thuộc tehsil Gundlupet, huyện Chamarajanagar, bang Karnataka, Ấn Độ.